# サイモン・ゼボ
サイモン・ゼボ（Simon Zebo、1990年3月16日 - ）は、アイルランドの元ラグビーユニオン選手。

## プロフィール
- アイルランド・コーク出身[1]。
- 現役時代のポジションはウィング(WTB)、フルバック(FB)。
- 身長 188cm、体重 99kg
- U20アイルランド代表に選ばれたことがある。
- アイルランド代表通算キャップ数は35でワールドカップ2015のアイルランド代表に選ばれた[2]。

## 略歴
マンスター、ラシン92を経て、2021年、マンスターに復帰。 
2024年、現役を引退した。